# アドテック
株式会社アドテック（ADTEC Corporation）は、東京都中央区に本社を持つパソコン周辺機器メーカー。本項では、持株会社化以前の株式会社アドテック（現商号・株式会社AKIBAホールディングス）および持株会社化に際し新設された事業会社である株式会社アドテックについて記す。

## 概要
各種増設メモリーモジュール販売から始まり、パソコン用液晶ディスプレイやポータブルハードディスク、ネットワーク周辺機器が主力商品だったが、一時期は韓国のMPIO製デジタルオーディオプレーヤーも日本総代理店として積極的に販売していた。2005年（平成17年）にMPIOが100%出資する日本法人「エムピオ・ジャパン」が設立され、販売・サポート業務を移管した。
最近はパソコン用増設メモリやフラッシュメモリ製品を中心に販売している。

## 沿革
- 1983年（昭和58年）2月 - 株式会社アドテックを設立
- 1993年（平成5年）6月 - パソコン用増設メモリモジュールの製造販売を開始
- 1997年（平成9年）10月 - 株式額面変更のための合併
- 1998年（平成10年）11月 - 株式を店頭登録（現・ジャスダック）
- 2006年（平成18年）9月 - MCJ及びMCJパートナーズ（後にMCJに吸収合併）と業務・資本提携。
- 2012年（平成24年）9月 - MCJとの業務・資本提携を解除[2]。MCJ保有株式は自己株式として取得[3]（後に消却[4]）した。一方で筆頭株主であったパナ・アールアンドディが全保有株式をMCJの代表取締役である髙島勇二に売却し、髙島勇二が筆頭株主となった[5]。
- 2013年（平成25年）12月 - アニメやゲーム関連のCD販売を手掛けるティームエンタテインメントの全株式を取得、子会社化した[6]。
- 2015年（平成27年）10月 - 持株会社体制に移行。株式会社アドテック（初代）は株式会社AKIBAホールディングスに商号変更し、持株会社となる。メモリ製品製造販売事業は新設分割により設立した株式会社アドテック（2代）に承継[7]。

## 事業所
- 本社 - 東京都中央区
- 大阪営業所 - 大阪市浪速区